# سونيل كومار لالا
سونيل كومار لالا هو سياسي هندي، ولد في 7 أغسطس 1980. نشط حزبياً في سماجوادي.